# 아르센 자하랸
아르센 노라이로비치 자하랸 (Arsen Norayrovich Zakharyan, 2003년 5월 26일 ~ )는 러시아의 축구 선수로 현재 스페인 라리가의 레알 소시에다드에서 미드필더로 뛰고 있다.